# Omar Craddock
Omar Craddock (* 26. April 1991 in Killeen, Texas) ist ein gesperrter US-amerikanischer Dreispringer.
Bei den Juniorenweltmeisterschaften 2010 in Moncton gewann er Bronze.
2013 schied Craddock bei den Weltmeisterschaften in Moskau in der Qualifikation aus. Bei den Weltmeisterschaften 2015 in Peking wurde er Vierter.
Bei den Panamerikanischen Spielen 2019 in Lima gewann er mit 17,42 m die Goldmedaille.
2013 und 2015 wurde Craddock US-Meister. Für die University of Florida startend wurde er 2012 und 2013 NCAA-Meister und 2012 NCAA-Hallenmeister.

## Dopingvergehen
Nachdem Craddock wegen Verstoßes gegen Meldepflichten zur Dopingkontrolle schon im November 2020 von der Athletics Integrity Unit (AIU), der unabhängigen Integritätskommission des Weltleichtathletikverbandes World Athletics, vorläufig suspendiert worden war, wurde er schließlich für 20 Monate bis zum 12. Juli 2022 gesperrt, womit er weder bei den Olympischen Sommerspielen in Tokio noch bei den Weltmeisterschaften in Oregon startberechtigt ist.

## Persönliche Bestleistungen Dreisprung
(Stand: 20. November 2020)
Halle17,18 m, Fayetteville (Arkansas), 10. Februar 2018
Freiluft17,68 m, Long Beach (Kalifornien), 20. April 2019